# Stephen Cox
Stephen Clifford Cox (nascido em 6 de janeiro de 1956) é um ex-ciclista neozelandês. Representou seu país, Nova Zelândia, nos Jogos Olímpicos de Verão de 1984 em Los Angeles, Estados Unidos, terminando na 37ª posição na prova de estrada. Cox conquistou a medalha de bronze nos Jogos da Commonwealth de 1982 em Brisbane, Austrália.